# Ctenoides
Ctenoides – rodzaj małży z rodziny gniazdówkowatych.
Nazwy Ctenoides po raz pierwszy użył już w 1753 Jacob Theodor Klein. Do systemu linneuszowskiego, jako nazwę podgrupy Radula, wprowadził ją w 1853 O.A.L. Mörch. Ostrea scabra została wyznaczona gatunkiem typowym w 1871 roku przez Ferdinanda Stoliczkę.
Małże te mają białe, jasnobrązowo przybarwione skorupki o silnie przylegającej warstwie rogowej. Muszle jednego z gatunków, C. ales, dzięki drobinkom krzemionki odbijają światło, co małż ten wykorzystuje, migocząc kilka razy na sekundę, być może w celu zwabienia planktonu, płci przeciwnej lub odstraszenia drapieżników. Pomiędzy skorupkami znajdują się dwie przerwy: przednia, przeznaczona na bisior, o pogrubionej krawędzi oraz tylna, znacznie węższa. Żeberka promieniste rozchodzą się szeroko w połowie skorupki, a ich rzeźbę tworzą zachodzące na siebie, wydłużone płytki o zakończeniach w formie spiczastych łusek. Linia zamka jest stosunkowo wąska. Płaszcz tych małży zaopatrzony jest w zwielokrotnione rzędy macek pozbawionych pierścieniowania. Macki położone najbardziej wewnętrznie są poszerzone u nasady, podłużnie rowkowane i osiągają stosunkowo dużą długość. Część trzewiopłaszcza rozszerzona w kierunku brzusznym obejmuje szeroką, ósemkowatą pętlę jelita.
Należy tu 26 opisanych gatunków:
- Ctenoides ales (Finlay, 1927)
- Ctenoides annulatus (Lamarck, 1819)
- Ctenoides catherinae Cosel, 1995
- Ctenoides concentricus (G. B. Sowerby III, 1888)
- †Ctenoides gracilissimus Beu, 1967
- Ctenoides lischkei (Lamy, 1930)
- Ctenoides miamiensis P. M. Mikkelsen et Bieler, 2003
- Ctenoides mitis (Lamarck, 1807)
- †Ctenoides naufragus Marwick, 1928
- Ctenoides obliquus P. M. Mikkelsen et Bieler, 2003
- Ctenoides philippinarum Masahito et Habe, 1978
- Ctenoides planulatus (Dall, 1886)
- Ctenoides scaber (Born, 1778)
- Ctenoides suavis Masahito, Kuroda et Habe in Kuroda et al., 1971
- Ctenoides symmetricus (Barnard, 1964)
- Ctenoides vokesi P. M. Mikkelsen et Bieler, 2003